# New Born
New Born is de tweede single van het album Origin of Symmetry van de Britse rockband Muse. De single kwam in het Verenigd Koninkrijk uit op 5 juni 2001. Het nummer werd gebruikt in de Franse horrorfilm Haute tension.

## Muziekvideo
De video voor New Born is geregisseerd door David Slade. Figuranten konden zich aanmelden door een e-mail met hun naam en telefoonnummer te sturen. De figuranten werden gefilmd in een loods in het westen van Londen, de band zelf in Praag.

## Tracklist
| 1.                 | New Born               | 6:04 |
| 2.                 | Shrinking Universe     | 3:08 |
| 3.                 | Piano Thing            | 2:53 |
| 4.                 | New Born (muziekvideo) | 6:04 |
| Totale duur: 12:10 |                        |      |

| 1.                 | New Born            | 6:04 |
| 2.                 | Map of Your Head    | 4:28 |
| 3.                 | Plug In Baby (live) | 3:33 |
| Totale duur: 14:10 |                     |      |

| Nr. | Titel              | Duur |
| --- | ------------------ | ---- |
| 1.  | New Born           | 6:04 |
| 2.  | Shrinking Universe | 3:08 |

| Nr. | Titel                                  | Duur |
| --- | -------------------------------------- | ---- |
| 1.  | New Born (Oakenfold Perfecto remix)    | 6:59 |
| 2.  | Sunburn (Timo Maas Sunstroke remix)    | 6:46 |
| 3.  | Sunburn (Timo Maas Breakz Again remix) | 4:06 |

| 1.                 | New Born (radioversie) | 4:38 |
| 2.                 | New Born               | 6:03 |
| Totale duur: 10:41 |                        |      |

### Extended play
In Griekenland en Cyprus werd New Born uitgegeven als een ep door Columbia Records.
| 1.                 | New Born                            | 6:04 |
| 2.                 | Shrinking Universe                  | 3:08 |
| 3.                 | Piano Thing                         | 2:53 |
| 4.                 | Map of Your Head                    | 4:28 |
| 5.                 | Plug In Baby (live)                 | 3:31 |
| 6.                 | New Born (Oakenfold Perfecto remix) | 6:59 |
| Totale duur: 27:06 |                                     |      |